# Islamitisch Leger in Irak
Het Islamitisch Leger in Irak (Al-Jaish Al-Islami fil-Iraq) is een Iraakse ondergrondse verzetsorganisatie die ontstaan is na de Irakoorlog van 2003 en de val van Saddam Hoessein. De islamiste, militante of moejaheddin organisatie heeft buitenlanders ontvoerd en vermoord in Irak, waaronder in ieder geval de 40-jarige Amerikaan Ronald Schulz.
Volgens Al-Jazeera is het Islamitisch Leger in Irak ook de groep die een Italiaanse
journalist, Enzo Baldoni, heeft ontvoerd en vermoord.
In het jaarrapport van 2005 van Human Rights Watch wordt de organisatie fel bekritiseerd omdat ze aanslagen pleegden op burgers. 
Hoewel het lastig is om de exacte ideologie van de organisatie te achterhalen, wordt verondersteld dat de aanhangers van deze organisatie voornamelijk uit salafisten, ikhwanisten en nationalisten bestaat.